# Peter Carter

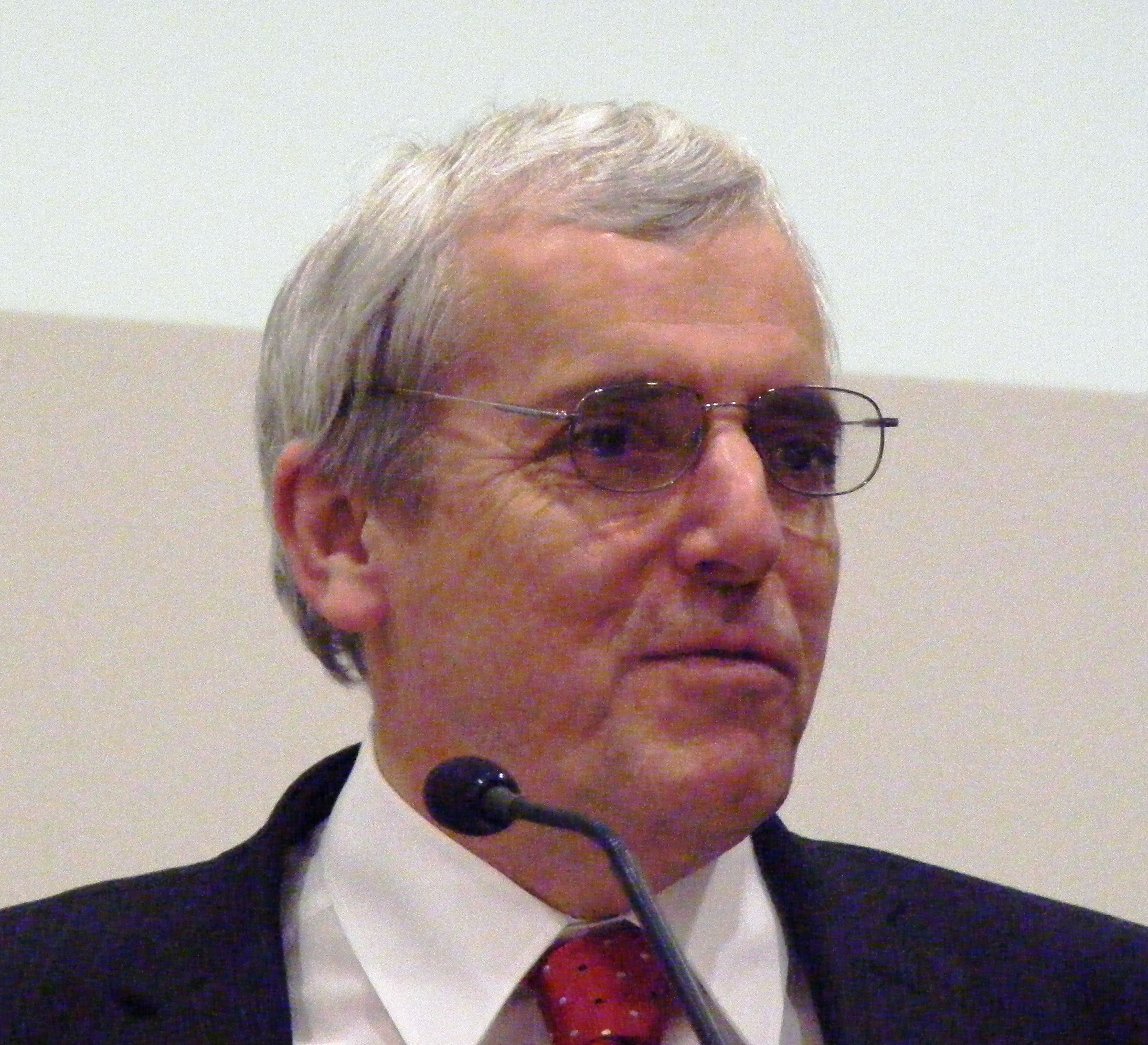
Peter Carter

Peter Carter (* 13. August 1929; † 21. Juli 1999) war ein britischer Lehrer und Schriftsteller.
Peter Carter entstammte einer anglo-irischen Familie. Er studierte in Oxford englische Literatur und ergriff danach den Lehrberuf. Dabei stellte er fest, dass sich Schüler oft nur wenig für die hergebrachten Jugendliteratur interessieren. So begann er selbst zu schreiben. 
Carters erster Roman Madatan, die Lebensgeschichte eines Kelten von der Westküste Englands, erschien 1974 im Original und im Jahr 2000 in deutscher Übersetzung. Zu seinen bekanntesten Jugendbüchern, die in deutscher Sprache erschienen sind, gehören außerdem: Die Sentinel (1995), Kinder des Buches im Kampf um Wien (1996), Gejagt! (1997) und Abschied von Cheyenne (1998). „Abschied von Cheyenne“ wurde 1999 für den Deutschen Jugendliteraturpreis nominiert. Er starb im Juli 1999 über den Seiten seines letzten Buches gebeugt.

## Auszeichnungen
- 1981 Guardian Award für The Sentinels
- 1999 Nominierung zum Deutschen Jugendliteraturpreis für Abschied von Cheyenne